# 4419-es mellékút (Magyarország)
A 4419-es számú mellékút egy rövid, mintegy 4,5 kilométer hosszúságú, négy számjegyű országos közút Csongrád-Csanád vármegye keleti szélén; Székkutas község déli külterületeit köti össze a település központjával és a 47-es főúttal, de Kardoskút Pusztaközpont nevű településrészét és a Kardoskúti Fehér-tó térségét is ezen az úton lehet elérni a főút felől.

## Nyomvonala
Székkutas belterületének délnyugati széle közelében ágazik ki a 47-es főútból, annak 181,750-es kilométerszelvényénél. Dél-délkelet felé indul, de az első negyed kilométernyi szakaszán három, közel 90 fokos irányváltása is van; közben keresztezi a Szeged–Békéscsaba-vasútvonal vágányait, majd egy időre azokkal párhuzamos irányba, kelet-északkelet felé fordul. 800 méter után egy elágazáshoz ér: tovább egyenesen egy önkormányzati út vezet Székkutas belterületének déli része és a vasút Székkutas vasútállomása felé, az út pedig újból dél-délkeleti irányt vesz. További számottevő irányváltozása már nincs is, így ér véget, beletorkollva a 4418-as útba, annak 12,500-as kilométerszelvényénél.
Teljes hossza, az országos közutak térképes nyilvántartását szolgáló kira.gov.hu adatbázisa szerint 4,451 kilométer.